# Quỳnh Anh (ca sĩ sinh 1993)
Phan Thị Quỳnh Anh (sinh ngày 11 tháng 7 năm 1993), nghệ danh Quỳnh Anh, thường được biết đến với nghệ danh Sao Mai Quỳnh Anh, là một nữ ca sĩ người Việt Nam. Sinh ra tại Hà Tĩnh, Quỳnh Anh xuất thân là một giáo viên mầm non. Đam mê âm nhạc, cô tham gia một số cuộc thi âm nhạc, theo học tại Học viện Âm nhạc Quốc gia Việt Nam và đoạt ngôi vị á quân dòng nhạc dân gian cuộc thi Liên hoan tiếng hát truyền hình toàn quốc 2019. Năm 2023, cô phát hành hai album ca nhạc thể loại Jazz.

## Cuộc đời và sự nghiệp

### 1993-2017: Giáo viên mầm non
Phan Thị Quỳnh Anh sinh ngày 11 tháng 7 năm 1993 tại Hà Tĩnh. Cô là con cả trong một gia đình gồm có ba anh chị em. Bố mẹ cô là những nghệ nhân hát chầu văn. Do hoành cảnh gia đình nghèo khó và mong muốn ổn định, cô theo con đường sư phạm theo mong muốn của mẹ. Cô theo học khoa sư phạm mầm non tại Đại học Vinh. Sau khi tốt nghiệp, cô tiếp tục công tác tại Trường mầm non Đại học Vinh.

### 2017-2019: Sao mai
Năm 2017, được sự động viên từ nhiều người, cô tham gia cuộc thi Giọng ca Xứ Nghệ, đạt giải nhì phong cách nhạc dân gian. Tiếp đó, Quỳnh Anh tham dự Liên hoan Tiếng hát truyền hình Hà Tĩnh 2017, đạt giải Á quân. Cô được Hà Tĩnh cử đi thi Liên hoan tiếng hát truyền hình toàn quốc khu vực miền Trung - Tây Nguyên và dừng lại ở top 5. Thông qua cuộc thi này, cô được ca sĩ Anh Thơ, một trong những giám khảo của cuộc thi, khuyến khích học thanh nhạc chuyên nghiệp. Cô theo học thanh nhạc dưới sự hướng dẫn của ca sĩ Anh Thơ và đỗ vào trường Học viện Âm nhạc Quốc gia Việt Nam. Năm 2019, Quỳnh Anh tham gia giải Liên hoan Tiếng hát truyền hình 2019 và đạt giải Á quân dòng nhạc dân gian.

### 2023: Jazz
Năm 2023, Quỳnh Anh chuyển sang phong cách nhạc Jazz, dưới sự quản lý của hãng BK Production. Cô liên tiếp phát hành hai album phòng thu "19XX" và "Thanh Tùng".

## Các giải thưởng

### 2017
- Giải nhì cuộc thi Giọng ca Xứ Nghệ, phong cách nhạc dân gian.
- Á quân cuộc thi Liên hoan Tiếng hát truyền hình Hà Tĩnh.
- Top 5 cuộc thi Liên hoan Tiếng hát truyền hình toàn quốc, khu vực miền Trung - Tây Nguyên.

### 2019
- Á quân cuộc thi Liên hoan Tiếng hát truyền hình toàn quốc, phong cách nhạc dân gian.[3]

## Danh sách đĩa nhạc

### Album phòng thu
- 19XX (2023)[4]
- Thanh Tùng (2023)[2]
- Axôn (2024)

### Liveshow
- Live Concert Axôn (2024)[5]

### Chương trình truyền hình
- Giao lộ thời gian - Mùa 3 (2023)[6]

### Điện ảnh
- Hẹn nhau nơi đó - Phim ca nhạc (2020)[7]